# セレナード (バーンスタイン)
『セレナード』（Serenade）は、レナード・バーンスタインが1954年に作曲した演奏会用作品。正式な題名は『ヴァイオリン独奏、弦楽、ハープと打楽器のためのセレナード（プラトンの『饗宴』による）』（Serenade for Solo Violin, Strings, Harp and Percussion (after Plato's "Symposium")）で、一種のヴァイオリン協奏曲になっている。正式な題名にあるように、プラトンの『饗宴』に着想を得て作曲された。ミュージカル以外ではバーンスタインの作品中、最もよく演奏されるものの一つである。
クーセヴィツキー財団の委嘱によって作曲され、初演は1954年にヴェネツィアで、アイザック・スターンのヴァイオリン、バーンスタインの指揮で行われた。
編成的に似通ったバルトークの『弦楽器と打楽器とチェレスタのための音楽』のような響きや雰囲気が感じられる部分がある一方、バーンスタインならではの躍動感やジャズ的な雰囲気、ユーモアも感じさせる。
演奏時間は約30分。

## 構成
5つの楽章からなる。
1. ファイドロス - パウサニアス
2. アリストファネス
3. エリュキシマコス
4. アガトン
5. ソクラテス - アルキビアデス

## 逸話
1986年のタングルウッド音楽祭において、五嶋みどりがバーンスタインの指揮で本作を演奏した際、演奏中に弦が切れるアクシデントに2度も見舞われたにもかかわらず演奏を完遂し、「タングルウッドの奇跡」と賞賛された。